# Власина рид
Власина рид е село в община Сурдулица, Пчински окръг, Сърбия. Според преброяването от 2011 г. населението му е 175 жители.

## Демография
- 1948 – 2669
- 1953 – 2689
- 1961 – 1945
- 1971 – 1186
- 1981 – 641
- 1991 – 426
- 2002 – 276
- 2011 – 175

## Етнически състав
(2002)
- 98,55% сърби
- 0,72% македонци
- 0,72% неизвестно